# Заречье (Кировоградская область)
Заречье (укр. Заріччя) — село в Марьяновской сельской общине Новоукраинского района Кировоградской области Украины.
До 2020 года входило в Маловисковский район
Население по переписи 2001 года составляло 236 человек. Почтовый индекс — 26240. Телефонный код — 5258. Код КОАТУУ — 3523183603.